# 196
El año 196 (CXCVI) fue un año bisiesto comenzado en jueves del calendario juliano, en vigor en aquella fecha.
En el Imperio romano el año fue nombrado el del consulado de Dextro y Mesala, o menos frecuentemente, como el 949 ab urbe condita, siendo su denominación como 196 a principios de la Edad Media, al establecerse el anno Domini.

## Acontecimientos

### Imperio romano
- Las tropas de Septimio Severo capturan y saquean Bizancio, y recuperan Mesopotamia.
- Para asegurar el apoyo de las legiones en Germania en su marcha hacia Roma, Clodio Albino es declarado Augusto por su ejército mientras cruza la Galia.
- Queda parcialmente destruido el Muro de Adriano en Britania.

### Asia
- Primer año de la era Jianan en la China de la dinastía Han.
- El emperador de China es un pelele en manos de los señores de la guerra.

## Nacimientos
- Cao Chong, hijo favorito del señor de la guerra Cao Cao (m. 208)

## Fallecimientos
- Cao Bao, general bajo Tao Qian de la dinastía Han